# Uzunköprü (district)
Uzunköprü is een Turks district in de provincie Edirne en telt 70.977 inwoners (2007). Het district heeft een oppervlakte van 1213 km².
Uzunköprü is de eerste stad dat de Turken in 1444 zelf hebben gesticht in Europees grondgebied.
De bevolkingsontwikkeling van het district is weergegeven in onderstaande tabel.
| 1997   | 2000   | 2007   |
| ------ | ------ | ------ |
| 75.406 | 73.486 | 70.977 |